# Courtney Schwan
Courtney Rose Schwan (Spokane, 9 maggio 1996) è una pallavolista statunitense, schiacciatrice delle Orlando Valkyries.

## Biografia
Figlia di Paula e Kurt Schwan, nasce a Spokane, Washington. Ha una sorella maggiore, Alexiya, e una più giovane, McKenzie. Sua madre e suo padre giocavano rispettivamente a pallavolo e pallacanestro al Lewis-Clark State College. Nel 2014 si diploma alla Bellarmine Prep e in seguito studia all'Università del Washington.

## Carriera

### Club
La carriera di Courtney Schwan inizia a livello giovanile con il Kent Juniors, dove viene allenata da sua madre e gioca per sei anni, mentre in seguito partecipa anche ai tornei scolastici con la Bellarmine Prep. Dopo il diploma gioca a livello universitario in NCAA Division I, entrando a far parte del programma della Washington, che la vede impegnata dal 2014 al 2017 e inserita nella prima squadra All-American del 2016.
Nella stagione 2018-19 firma il suo primo contratto professionistico nella Serie A1 italiana, ingaggiata dal Filottrano, che tuttavia lascia nel gennaio 2019, scendendo in Serie A2 per difendere i colori del Marsala per il resto dell'annata. Nella stagione seguente emigra nella Ligue A francese, firmando per il Terville Florange, dove gioca per un biennio, prima di approdare nel campionato 2021-22 all'Arīs Salonicco, nella Volley League greca.
Fa ritorno nella divisione cadetta italiana nell'annata 2022-23, questa volta indossando la casacca del Soverato, mentre nell'annata successiva è in massima divisione con il neopromosso Roma Club: alla conclusione degli impegni col club capitolino torna in patria, dove disputa gli ultimi incontri della Pro Volleyball Federation 2024 con le Orlando Valkyries, con cui nell'annata seguente vince il titolo nazionale.

### Nazionale
Nel 2012 fa parte della nazionale statunitense under 18 vincitrice al campionato nordamericano. Due anni dopo conquista un altro titolo continentale con la nazionale under 20, venendo premiata come miglior schiacciatrice del torneo.

## Palmarès

### Club
- PVF: 1

2025

### Nazionale (competizioni minori)
- Campionato nordamericano under 18 2012
- Campionato nordamericano under 20 2014

### Premi individuali
- 2014 - Campionato nordamericano under 20: Miglior schiacciatrice
- 2016 - All-America First Team